# Arcieparchia di Bosra e Hauran

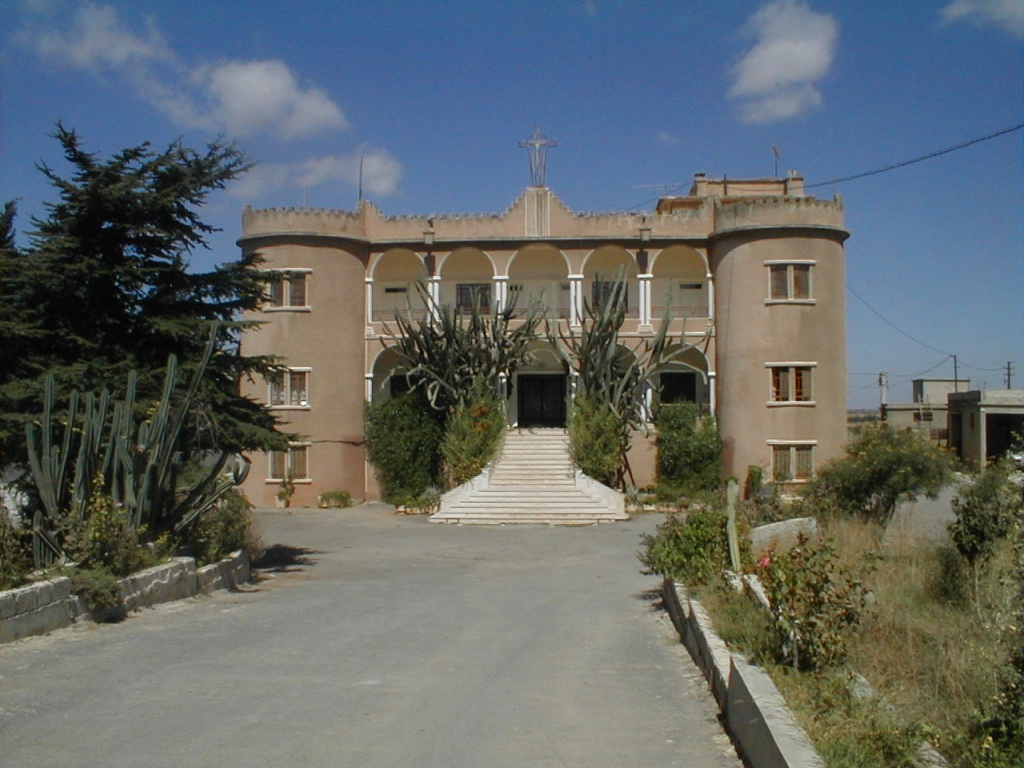
Il palazzo arcieparchiale

L'arcieparchia di Bosra e Hauran (in latino Archieparchia Bostrena et Auranensis) è una sede metropolitana senza suffraganee della Chiesa cattolica greco-melchita in Siria. Nel 2022 contava 20.100 battezzati. È retta dall'arcieparca Elias El-Debei.

## Territorio
L'arcieparchia comprende la regione dell'Hawran, nella parte meridionale della Siria, confinante con gli stati di Israele e Giordania.
Sede arcieparchiale è la città di Khabab, dove si trova la cattedrale di Nostra Signora della Dormizione.
Il territorio è suddiviso in 28 parrocchie.

## Storia
Non si conosce esattamente l'origine della comunità cristiana in questa regione: la sede risale al III secolo circa ed in epoca romana e bizantina Bosra (o Bostra) era sede metropolitana con circa 25 sedi suffraganee, ed era ricca di chiese e soprattutto di monasteri. Le antiche fonti ricordano circa 15 arcivescovi conosciuti di Bostra. L'ultimo è Stefano, menzionato nel 700 circa. In seguito all'invasione araba della regione, la sede scomparve.
L'Annuario Pontificio indica il 1687 come data di fondazione dell'eparchia cattolica o come anno in cui per la prima volta si presenta un vescovo cattolico greco-melchita. Tuttavia al momento dello scisma della Chiesa greco-ortodossa di Antiochia, che ha dato origine alla Chiesa cattolica greco-melchita (1724), non sembra che Bosra avesse un vescovo. Solo nel 1763 l'antipatriarca cattolico Michel Jawhar ordinò per la sede di Bosra l'archimandrita Salvatoriano Francesco Siage, che prese il nome di Cirillo. Probabilmente fu solo un vescovo titolare; infatti, quando Siage venne eletto patriarca (1796), non si preoccupò e forse non ebbe il tempo di nominare un successore sulla sede che aveva lasciato vacante.
Nel 1798 il nuovo patriarca Agapios III Matar, volendo elevare all'episcopato suo fratello Atanasio, lo nominò alla sede arcivescovile di Bosra; tuttavia solo due anni dopo lo trasferì alla sede vescovile di Sidone.
La sede poi non ebbe più vescovi, né residenziali né titolari, fino al 1836. Una delle prime preoccupazioni del patriarca Maximos III Mazloum fu di visitare di persona questa antica arcieparchia abbandonata; constatato il progresso del cattolicesimo fra le file dei melchiti, decise di restaurare la sede nominando il monaco Lazare Fasfous, che prese il nome di Cirillo. Da allora la sede ha avuto una serie ininterrotta di vescovi.
Le sedi di Bosra e Hauran furono unite nel 1881.
Secondo alcune statistiche, nel 1907 l'arcieparchia contava 9.000 fedeli, 9 chiese e 18 sacerdoti. Nel 1909 viene restaurata anche la sede ortodossa di Bosra. Le statistiche pubblicate dalla Congregazione per le Chiese Orientali nel 1932 indicano la presenza di 5.700 fedeli, 10 chiese e 9 preti.
Nel 1932 cedette una porzione di territorio a vantaggio dell'erezione dell'arcieparchia di Petra e Filadelfia dei Melchiti. La bolla di erezione di questa circoscrizione ecclesiastica determinò i confini tra le due arcieparchie, che coincidono con i confini politici fra la Siria e la Giordania.
A causa dell'instabilità della regione, gli arcieparchi hanno spesso risieduto a Damasco. Nicolas Naaman è stato il primo a risiedere stabilmente nell'arcieparchia.

## Cronotassi dei vescovi
Si omettono i periodi di sede vacante non superiori ai 2 anni o non storicamente accertati.
- Francis (Cyrille) Siage, B.S. † (dicembre 1763 - 27 giugno 1796 confermato patriarca di Antiochia)
  - Gérasime † (vescovo di Hauran menzionato nel 1790)
- Gabriel (Athanase) Matar, B.S. † (1798 consacrato - 1800 nominato eparca di Sidone)
  - Sede vacante (1800-1836)
- Lazare (Cyrille) Fasfous, B.S. † (1º/12 ottobre 1836 - 1858 deceduto)
- Macaire (Ignace) Akkawi † (21 novembre 1859 - 7 agosto 1870 deceduto)
- Michel (Basile) Hazzar (Haggiar), B.S. † (14 ottobre 1871 - 16 giugno 1887 nominato eparca di Sidone)
- Nicolas Qadi † (10 febbraio 1889 - 16 novembre 1939 dimesso[1])
  - Sede vacante (1939-1943)
- Pierre Chami, S.M.S.P. † (13 novembre 1943 - 19 agosto 1967 deceduto)
- Nicolas Naaman, S.M.S.P. † (23 agosto 1967 - 20 agosto 1982 deceduto)
- Boulos Nassif Borkhoche, S.M.S.P. † (14 giugno 1983 - 15 settembre 2011 ritirato)
- Nicolas Antipa, B.A. (2 maggio 2013[2] - 9 febbraio 2018 nominato vicario patriarcale di Damasco dei Melchiti)
- Elias El-Debei, dal 22 dicembre 2018

## Statistiche
L'arcieparchia nel 2022 contava 20.100 battezzati.
| anno | popolazione | popolazione | popolazione | presbiteri | presbiteri | presbiteri | presbiteri                | diaconi | religiosi | religiosi | parrocchie |
| anno | battezzati  | totale      | %           | numero     | secolari   | regolari   | battezzati per presbitero | diaconi | uomini    | donne     | parrocchie |
| ---- | ----------- | ----------- | ----------- | ---------- | ---------- | ---------- | ------------------------- | ------- | --------- | --------- | ---------- |
| 1950 | 8.830       | 220.000     | 4,0         | 15         | 15         |            | 588                       |         |           | 2         | 23         |
| 1959 | 10.800      | 260.000     | 4,2         | 15         | 15         |            | 720                       |         | 3         | 14        | 25         |
| 1970 | 16.000      | 250.000     | 6,4         | 1          |            | 1          | 16.000                    |         | 1         | 7         | 39         |
| 1980 | 18.000      | ?           | ?           | 17         | 14         | 3          | 1.058                     |         | 4         | 6         | 42         |
| 1990 | 27.000      | ?           | ?           | 20         | 16         | 4          | 1.350                     |         | 6         | 9         | 42         |
| 1999 | 27.000      | ?           | ?           | 21         | 19         | 2          | 1.285                     |         | 4         | 6         | 42         |
| 2000 | 27.000      | ?           | ?           | 20         | 19         | 1          | 1.350                     |         | 1         | 6         | 42         |
| 2001 | 27.000      | ?           | ?           | 20         | 19         | 1          | 1.350                     |         | 1         | 9         | 42         |
| 2002 | 27.000      | ?           | ?           | 20         | 19         | 1          | 1.350                     |         | 2         | 8         | 42         |
| 2003 | 27.000      | ?           | ?           | 18         | 18         |            | 1.500                     |         | 1         | 8         | 42         |
| 2004 | 27.000      | ?           | ?           | 18         | 18         |            | 1.500                     |         | 1         | 8         | 42         |
| 2006 | 27.000      | ?           | ?           | 19         | 18         | 1          | 1.421                     |         | 1         | 8         | 42         |
| 2009 | 27.000      | ?           | ?           | 21         | 20         | 1          | 1.285                     |         | 2         | 6         | 44         |
| 2012 | 27.000      | ?           | ?           | 22         | 21         | 1          | 1.227                     |         | 2         | 8         | 31         |
| 2015 | 15.000      | ?           | ?           | 22         | 20         | 2          | 681                       |         | 2         | 4         | 31         |
| 2018 | 10.000      | ?           | ?           | 15         | 14         | 1          | 666                       |         | 1         | 4         | 29         |
| 2020 | 19.125      | ?           | ?           | 16         | 15         | 1          | 1.195                     | 1       | 1         | 4         | 29         |
| 2022 | 20.100      | ?           | ?           | 15         | 15         |            | 1.340                     | 1       |           |           | 28         |